# 朴重一
朴重一（朝鮮文：박중일；英文：Pak Chung-Il；1987年1月3日—），朝鮮足球運動員，入選過朝鮮國家青年足球隊及朝鮮國家足球隊。現時效力於朝鮮足球聯賽小白水體育團。
朴重一代表過朝鮮參加2008年東亞足球錦標賽的預選賽，先後在對蒙古國家足球隊、澳門足球代表隊和香港足球代表隊比賽中以替補身分上陣，其中對澳門足球代表隊中更射入一球，並且協助朝鮮取得預選賽冠軍及晉級決賽。此前，在2005年，代表朝鮮國家青年足球隊參加2006年亞足聯U19青年錦標賽的預選賽，協助朝鮮取得了晉級決賽席位。

## 國際賽進球
朝鮮
| # | 日期          | 場地     | 對手 | 進球 | 比數 | 比賽                       |
| - | ------------- | -------- | ---- | ---- | ---- | -------------------------- |
| 1 | 2007年6月21日 | 中國澳門 | 澳門 | 7–1  | 7–1  | 2008年東亞足球錦標賽資格賽 |

## 榮譽

### 國家隊
朝鮮
- 東亞足球錦標賽預賽冠軍：2007年；

## 連結
- 朴重一在National-Football-Teams.com的資料